# Par i damer
Par i damer (originaltitel: Outrageous Fortune) är en amerikansk komedifilm från 1987 i regi av Arthur Hiller.

## Handling
Två tjejer i samma dramaklass i New York med helt olika personligheter faller för samma man och hamnar i ett spiondrama som leder till New Mexico.

## Rollista i urval
| Shelley Long   | – Lauren Ames           |
| Bette Midler   | – Sandy Brozinsky       |
| Peter Coyote   | – Michael Sanders       |
| Robert Prosky  | – Stanislav Korzenowski |
| George Carlin  | – Frank Madras          |
| John Schuck    | – Agent Atkins          |
| Anthony Heald  | – Weldon                |
| Chris McDonald | – George                |

## Om filmen
Filmen spelades i Los Angeles, New York samt i Santa Fe, New Mexico.